# ۳بتا-آندروستن‌دی‌ال
۳بتا-آندروستن‌دی‌ال (به انگلیسی: 3β-Androstanediol) با فرمول شیمیایی C۱۹H۳۲O۲ یک ترکیب شیمیایی با شناسه پاب‌کم ۲۴۲۳۳۲ است. که جرم مولی آن ۲۹۲٫۴۶ g/mol می‌باشد.